# Bastogne
Bastogne (neerlandês: Bastenaken, alemão: Bastenach, luxemburguês: Baaschtnech) é uma cidade e um município da Bélgica localizado no distrito de Bastogne, província de Luxemburgo, região da Valônia.
A cidade é conhecida por ter sido palco na Segunda Guerra Mundial de episódios importantes da Batalha do Bulge, onde divisões americanas resistiram ao cerco alemão.

## Transporte
Bastogne teve de meados de 1990, uma paragem de comboio na linha ferroviária Libramont-Bastogne-Houffalize.